# Wyszogród
Wyszogród là một thị trấn thuộc huyện Płocki, tỉnh Mazowieckie ở trung-đông Ba Lan. Thị trấn có diện tích 13 km². Đến ngày 1 tháng 1 năm 2011, dân số của thị trấn là 2767 người và mật độ 213 người/km².